# Референдум в Лихтенштейне (1972)
Референдум в Лихтенштейне по увеличению количества членов Ландтага проходил 2 июля 1972 года. Предлагалось расширить Ландтаг с 15 до 21 депутата. Так же как и на аналогичном референдуме 1945 года, предложение было отвергнуто избирателями.

## Контекст
Референдум проводился для введения конституционной поправки, увеличивающей количество мест в Ландтаге с 15 до 21 и устанавливающей избирательный порог на парламентских выборах в 8 %.
Это был факультативный референдум парламентского происхождения: Ландтаг решил представить на всенародное голосование проект поправки к статье № 46 Конституции, единогласно поддержанной парламентом 9 мая 1972 года, в рамках Статьи № 66 Конституции и Статьи № 111 о конституционных изменениях.
Ранее в 1945 году Ландтаг уже не смог принять подобный законопроект об увеличении количества мест на тех же условиях путём референдума. Дело в том, что установившееся соотношение 60/40 между количеством мест, выделяемых для Оберланда (Верхний Лихтенштейн) и Унтерланда (Нижний Лихтенштейн), в резульатате изменения нарушалось бы в сторону небольшого преимущества для Оберланда, так как количество мест для Верхнего Лихтенштейна повышалось с 9 до 13, а для Нижнего Лихтенштейна — с 6 до 8 мест.
Со времени молчаливых выборов 1939 года и до 1963 года выборы в Ландтаг проводились с избирательным порогом в 18 %. На выборах в законодательные органы в 1962 году Христианско-социальная партия не получила ни одного места, набрав 10,1 % голосов, после чего партия подала апелляцию в Конституционный суд, который в результате отменил в том же году порог в 18 % избирательного закона, считая его неконституционным.

## Результаты
| Выбор                               | Голоса | %    |
| ----------------------------------- | ------ | ---- |
| За                                  | 1 375  | 48,7 |
| Против                              | 1 449  | 51,3 |
| Недействительных/пустых бюллетеней  | 145    | -    |
| Всего                               | 2 969  | 100  |
| Зарегистрированных избирателей/Явка | 4 452  | 66,7 |
| Источник: Démocratie Directe        |        |      |